# モバイルマーケティングソリューション協議会
モバイル マーケティング ソリューション協議会（Mobile Marketing Solution Association/MMSA）は、2006年4月12日に設立されたモバイルビジネスの協議会。
2006年6月12日にモバイルマーケティングカンファレンス2006が開催された。
2012年7月1日に一般社団法人　日本WEBデザイナーズ協会と統合し、一般社団法人　日本Webソリューションデザイン協会へ。
2015年6月12日に一般社団法人　日本Web協会に改称。

## モバイルマーケティングソリューション協議会の概要
日本の携帯産業におけるマーケティング、ソリューション分野の位置づけは、携帯端末の普及・多機能化により、その役割はますます高まってきている。このような状況の中、モバイル マーケティング ソリューション協議会は2006年4月に携帯業界に精通した11社が発起人となり設立。携帯マーケティング、携帯ソリューションに必要とされる知識をガイドラインにまとめる「ガイドライン部会」をはじめ、携帯ビジネスを推進する「ビジネス推進部会」、業界のイベント、セミナーをまとめる「イベント・セミナー部会」、会員各社のワーキンググループをまとめる「ワーキンググループ部会」の4つの部会からなる。
日本の携帯マーケティング・ソリューション業界の健全な発展を目指し、業界をまとめている団体。

## 発起人
- IMJモバイル
- アエリア
- アルトビジョン
- エイケア・システムズ
- コマソンファクトリー
- シンクウェア
- ディーツーコミュニケーションズ
- 電通テック
- ユナイテッド・ワールド・ミュージック
- ゆめみ
- リクルート

## 役員
- 理事長　深田浩嗣　（株式会社ゆめみ）
- 副理事長　小川 和也　（グランドデザイン＆カンパニー株式会社）
- 副理事長　村田　圭司　（エイケア・システムズ株式会社）
- 専務理事　岸良征彦　（株式会社ディーツーコミュニケーションズ）
- 常務理事　金田喜人　（株式会社ファクトリアル）
- 理事　竹本力哉　（株式会社電通テック）
- 理事　福永充利　（株式会社Kazeniwa）
- 理事　宝珠山卓志　（株式会社ディーツーコミュニケーションズ）
- 理事　阿形達志　（株式会社アルトビジョン）
- 理事　大塚健史　（株式会社IMJモバイル）
- 理事　早川与規　（株式会社スパイア）

## 事務局
- 事務局長　鄭平文　（株式会社コンテクスト）

## 賛助団体
- モバイル・コンテンツ・フォーラム（MCF）